# Śląsko-Cieszyńska Półbrygada Obrony Narodowej

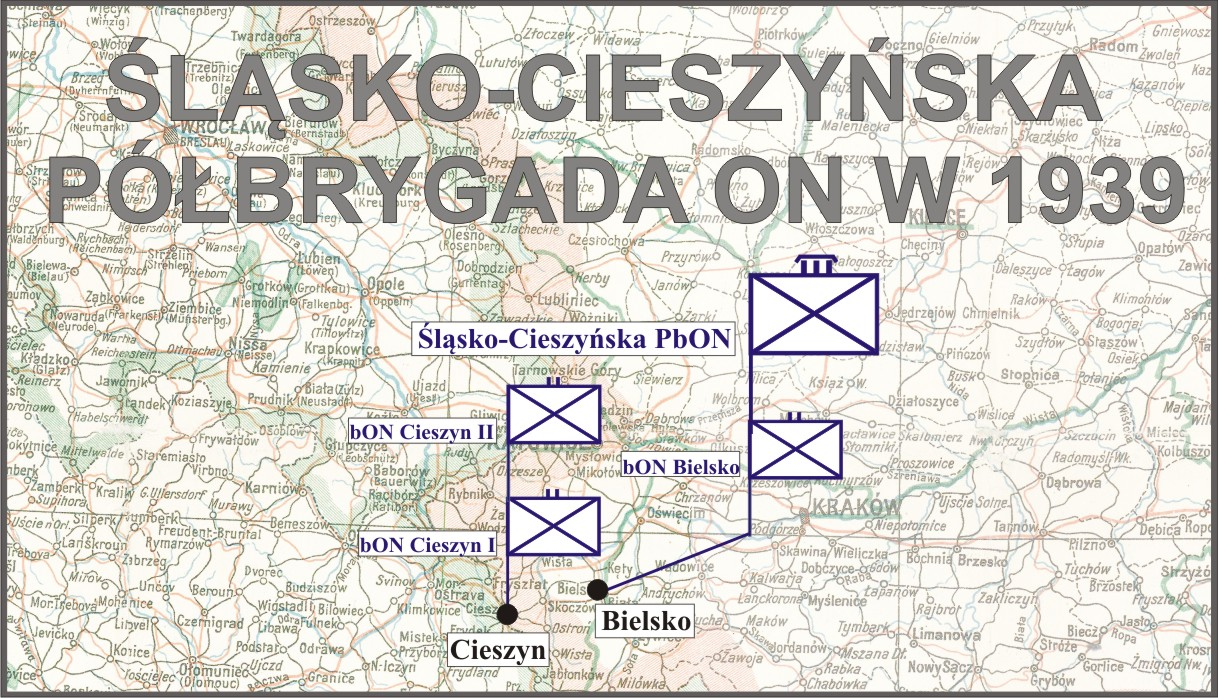
Śląsko-Cieszyńska Półbrygada ON

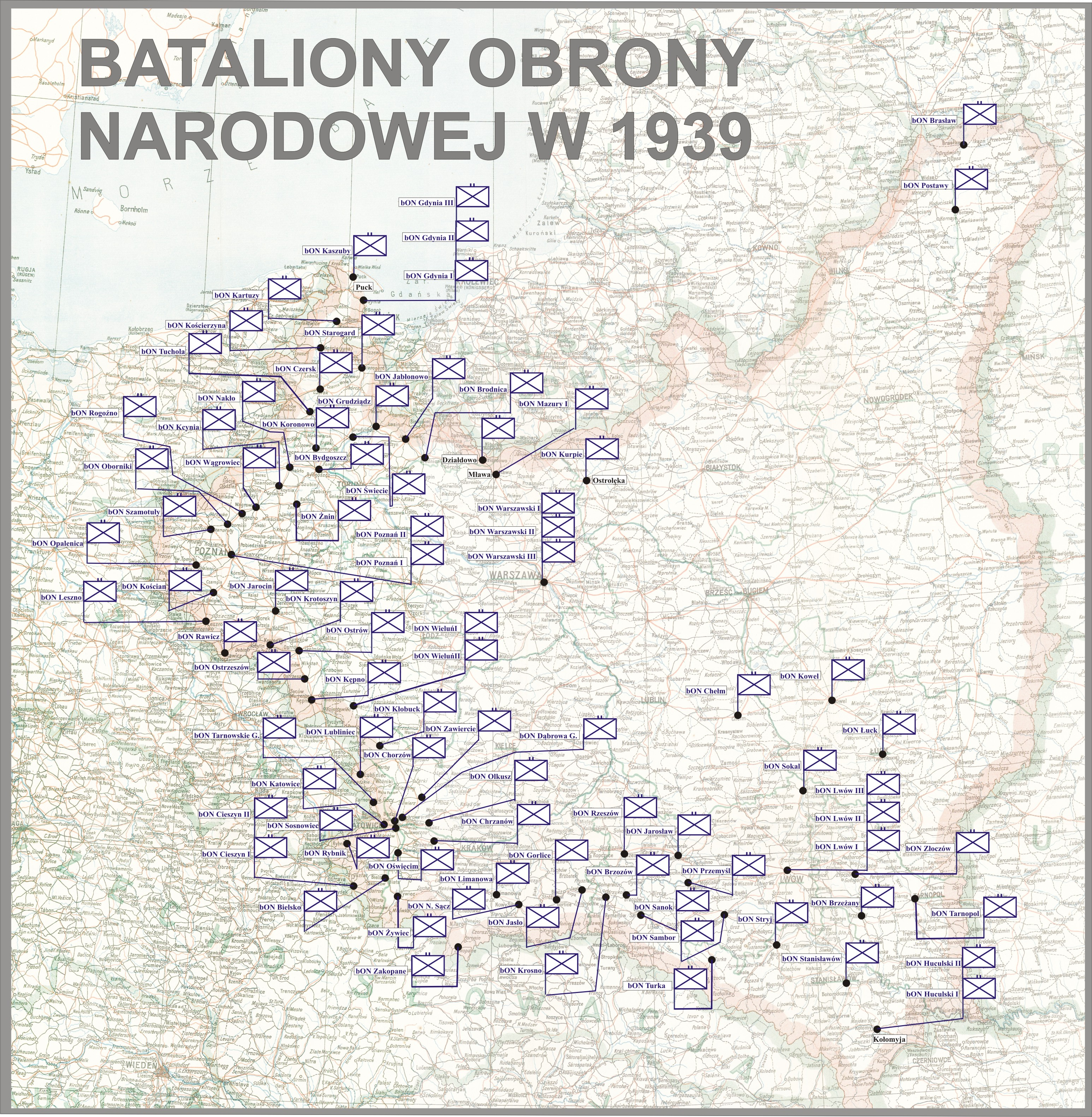
Obrona Narodowa w 1939

Śląsko-Cieszyńska Półbrygada Obrony Narodowej – półbrygada piechoty Wojska Polskiego II RP.

## Formowanie i zmiany organizacyjne
Śląsko-Cieszyńska Półbrygada ON została sformowana w 1937 na terenie Okręgu Korpusu Nr V. Jej nazwa związana była ze Śląskiem Cieszyńskim. Dowództwo jednostki stacjonowało w garnizonie Bielsko. Dowódcy półbrygady podporządkowane zostały trzy bataliony ON: „Bielski”, „Cieszyński” i „Oświęcimski”. We wrześniu 1937 bataliony wydzieliły po jednej kompanii dla Chorzowskiego batalionu ON. W maju 1938 półbrygada, pod względem inspekcji, została podporządkowana gen. bryg. Antoniemu Szyllingowi, generałowi do prac przy GISZ z siedzibą w Krakowie.
30 listopada 1938 Minister Spraw Wojskowych, gen. dyw. Tadeusz Kasprzycki ustalił datę święta półbrygady na dzień 2 października.
W listopadzie 1938, po rewindykacji Zaolzia, utworzona została Powiatowa Komenda Przysposobienia Wojskowego we Frysztacie, a w następnym miesiącu podjęto decyzję o zorganizowaniu czwartego batalionu z dowództwem w Cieszynie i kompaniami rozlokowanymi na Zaolziu. Jednostka otrzymała nazwę II Cieszyński batalion ON, a 27 marca 1939 osiągnęła pełny stan osobowy. Dotychczasowy Cieszyński batalion ON otrzymał numer I.
14 lutego 1939 półbrygada przemianowana została na Śląsko-Cieszyńską Brygadę ON, a wiosną tego roku wszystkie cztery bataliony przeformowane na etat batalionu ON typ III. Latem ze składu brygady wyłączony został Oświęcimski batalion ON i podporządkowany dowódcy Górnośląskiej Brygady ON. 21 sierpnia 1939 Biuro do Spraw Jednostek Obrony Narodowej wydało rozkaz o przemianowaniu brygady na Śląsko-Cieszyńską Półbrygadę ON.

## Organizacja pokojowa Śląsko-Cieszyńskiej Półbrygady ON w sierpniu 1939
- Dowództwo Śląsko-Cieszyńskiej Półbrygady ON
  - dowódca - ppłk dypl. Jan Rudolf Gabryś
- batalion ON „Bielsko”
- batalion ON „Cieszyn I”
- batalion ON „Cieszyn II”

## Mobilizacja
Zgodnie z planem mobilizacyjnym „W” na bazie półbrygady sformowany został 202 Pułk Piechoty (rezerwowy), który wszedł w skład 21 Dywizji Piechoty Górskiej. Dotychczasowe bataliony ON przeformowane zostały w bataliony piechoty oznaczone numerami: 50, 57 i 58.